# Carl Heinz Wolff
Carl Heinz Wolff (* 11. Februar 1884 in Werdau; † 9. Dezember 1942 in Berlin) war ein deutscher Filmregisseur und Filmproduzent.

## Leben und Wirken
Er arbeitete zunächst als Schauspieler und begann während des Ersten Weltkriegs in Berlin als Filmregisseur. Wolff erwarb im September 1917 mit dem Kaufmann Carl Ledermann die Phöbus-Film GmbH und wandelte sie in die Kowo-Gesellschaft für Filmfabrikation mbH um, die er bis 1925 als Geschäftsführer leitete. Er inszenierte einige Filme um den Meisterdetektiv Sherlock Holmes, später erweiterte er seine Palette.
Carl Heinz Wolff war im November 1921 Mitgründer und zugleich Vorstand der Kowo-Schicht Fabrik zur Präparierung fertiger Filmkopien AG, eine Fortführung seiner nicht im Handelsregister eingetragenen Firma gleichen Namens.
Er führte Regie bei verschiedenartigsten Stoffen vom Filmdrama bis zur Filmkomödie, bei denen er gelegentlich auch am Drehbuch mitschrieb oder sich an der Produktion beteiligte. Ein wirklich durchschlagender Erfolg gelang nicht, auch nicht durch Pipin, der Kurze mit Heinz Rühmann als Hauptdarsteller. So arbeitete Wolff weiterhin als Bühnenschauspieler und zuletzt als Gastspieldirektor.
Im März 1930 gründete er die Carl Heinz Wolff Produktion GmbH (1930–1935), im August 1931 gemeinsam mit Siegmund Jacob die Spezial Tonfilm-Verleih GmbH und im Januar 1934 die Alpha-Film Produktion GmbH. In der zweiten Hälfte der 1930er Jahre geriet Wolff in erhebliche finanzielle Schwierigkeiten. Er wurde fast nur noch für Kurzfilme herangezogen und war längere Zeit beschäftigungslos. Erst 1942, kurz vor seinem Tod, konnte er noch einmal bei dem Werbefilm Nur nicht drängeln mit Karl Valentin Regie führen. Wolff starb im Alter von 58 Jahren.
Carl Heinz Wolff war mit der Schauspielerin Magda Elgen verheiratet.

## Filmografie
- 1915: Der schwarze Husar (nur Darsteller)
- 1916: Kellner, zahlen
- 1916: Aus Liebe gefehlt
- 1917: Der Erdstrommotor
- 1917: Die Kassette
- 1917: Durchlaucht amüsiert sich
- 1918: Der Schlangenring
- 1918: Was er im Spiegel sah
- 1918: X Y Z
- 1918: Brockhaus, Band dreizehn
- 1919: Die Wette
- 1919: Der Erdstrommotor
- 1919: Die Mexikanerin
- 1920: Der Gefangene
- 1921: Zwischen Flammen und Fluten (auch Co-Drehbuch)
- 1927: Der Herr der Nacht
- 1929: Jugendsünden
- 1929: Der Sittenrichter
- 1929: Es war einmal ein treuer Husar
- 1929: Freiheit in Fesseln
- 1930: Lumpenball
- 1930: Flachsmann als Erzieher
- 1931: Kyritz – Pyritz
- 1931: So'n Windhund[6]
- 1931: Täter gesucht
- 1931: Die Liebesfiliale
- 1932: Frau Lehmanns Töchter
- 1932: Husarenliebe
- 1933: Heideschulmeister Uwe Karsten
- 1934: Pipin der Kurze
- 1934: Grüß' mir die Lore noch einmal
- 1934: In Sachen Timpe
- 1935: Verlieb Dich nicht am Bodensee
- 1936: Karo-König (Kurzfilm)
- 1937: Heinz hustet (Kurzfilm)
- 1937: Gänseknöchlein (Kurzfilm)
- 1937: Der Fußball (Kurzfilm)
- 1938: Der 50-Markschein (Kurzfilm)
- 1939: Schneewittchen und die sieben Zwerge
- 1940: Tip auf Amalia
- 1942: Nur nicht drängeln (Kurzfilm)